# Josef Staudinger
Josef Staudinger (* 15. Juni 1949; † 25. Juli 2015) war ein österreichischer Gewerkschaftsfunktionär. Staudinger war von 1990 bis 1994 auch Bürgermeister seiner Wohnortgemeinde Guntramsdorf.

## Tätigkeiten
Der gelernte Installateur war in seinem Beruf bis 1986 bei der Brau Union beschäftigt. 1986 wurde er Sekretär der Gewerkschaft Bau-Holz, 1993 Landessekretär der Gewerkschaft Bau-Holz. 1991 übernahm er das Amt des Vizepräsidenten der Kammer für Arbeiter und Angestellte für Niederösterreich.
Am 3. November 1994 wurde Josef Staudinger von der Vollversammlung zum 5. Präsidenten der Niederösterreichischen Arbeiterkammer angelobt. 2000 wurde Staudinger auch Vizepräsident der Bundesarbeitskammer und bekleidet von 2002 bis 2009 ferner das Amt des Vorsitzenden des niederösterreichischen Gewerkschaftsbundes. 
Bei der Arbeiterkammer-Wahl im Jahr 2004 erreichte er mit einem Anteil von 70 Prozent ein Rekordwahlergebnis für die Fraktion Sozialdemokratischer Gewerkschafter (FSG).
2009 übergab Josef Staudinger die Funktion des AKNÖ-Präsidenten und des Vorsitzenden des ÖGB-NÖ an seinen Nachfolger, Hermann Haneder.

## Auszeichnungen
Er ist Träger des Goldenen Komturkreuzes des Ehrenzeichens für Verdienste um das Bundesland Niederösterreich und des Großen Goldenen Ehrenzeichens für Verdienste um die Republik Österreich. Zudem erhielt er auch den Goldenen Ehrenring der Niederösterreichischen Arbeiterkammer.